# Siracusa Calcio 1924
Siracusa Calcio 1924, zkráceně jen Siracusa je italský klub hrající v sezoně 2024/25 4. italskou fotbalovou ligu, sídlící ve městě Siracusa v regionu Sicílie.
Současný fotbalový klub je dědicem klubu založen v roce 1924 jako Circolo Sportivo Tommaso Gargallo, který v roce 2005 ohlásil bankrot a skončil. 
Za více něž 90 letou klubovou historií se nikdy neprobojoval do nejvyšší ligy, ale 7 sezon hrál ve 2. lize (naposled 1952/53). Dvakrát vyhrál svou skupinu ve 4. lize (1970/71, 2015/16).

## Změny názvu klubu
- 1924/25 – 1929/30 – CS Tommaso Gargallo (Circolo Sportivo Tommaso Gargallo)
- 1930/31 – 1931/32 – SS Syracusæ (Società Sportiva Syracusæ)
- 1932/33 – 1936/37 – SS Siracusa (Società Sportiva Siracusa)
- 1937/38 – 1973/74 – AS Siracusa (Associazione Sportiva Siracusa)
- 1974/75 – 1985/86 – Siracusa Calcio (Siracusa Calcio)
- 1986/87 – 1994/95 – AS Siracusa (Associazione Sportiva Siracusa)
- 1995/96 – 1997/98 – US Siracusa Marcozzi (Unione Sportiva Siracusa Marcozzi)
- 1998/99 – 2011/12 – US Syracusæ (Unione Sportiva Siracusa)
- 2012/13 – Città di Siracusa (Città di Siracusa)
- 2013/14 – SC Siracusa (Sport Club Siracusa)
- 2014/15 – 2015/16 – Città di Siracusa (Città di Siracusa)
- 2016/17 – 2018/19 – Siracusa Calcio (Siracusa Calcio)
- 2019/20 – 2020/21 – ASD Siracusa (Associazione Sportiva Dilettantistica Siracusa)
- 2021/22 – ASD Città di Siracusa (Associazione Sportiva Dilettantistica Città di Siracusa)
- 2022/23 – Siracusa Calcio 1924 (Siracusa Calcio 1924)
- 2023/24 – Siracusa Calcio 1924 ASD (Siracusa Calcio 1924 Associazione Sportiva Dilettantistica)

## Získané trofeje

### Vyhrané domácí soutěže
- 4. italská liga (2x)

1970/71, 2015/16

## Historie
První fotbalový klub ve městě, byl již v roce 1907 jako Ortigia SC. Další dva kluby se založili později (Esperia SR a Insuperabile). V roce 1923 byl založen klub Circolo Sportivo Tommaso Gargallo, pojmenované po místním básníkovi. Večer 1. dubna 1924 nastal zlom pro místní fotbal, když se sloučily všechny kluby do jednoho CS Tommaso Gargallo a to díky dvou lidí: Luigi Santuccio a Genesio Pioletti.
Již hned od založení byl klub přiřazen do 2. ligy, kterou hrál dva roky a poté byl přesunut do 3. ligy. Od sezony 1929/30 byl součástí 3. ligy, kterou hrál do roku 1934, když se musel vzdát soutěže kvůli financím a poté ohlásil konec. Od sezony 1937/38 již hrál nový tým Associazione Sportiva Siracusa a byl zařazen do 4. ligy, kterou hned vyhrál a poté do sezony 1945/46 hrál 3. ligu. Historickou chvíli pro klub znamenala sezona 1946/47, kdy hrál první zápasy ve 2. lize a hrál ji sedm let v řadě. Nejlepším umístění bylo 5. místo (1947/48 a 1950/51).
Na konci šedesátých let prošli Azzurri kritickým obdobím, když v sezóně 1967/68 sestoupili do 4. ligy, po 31 letech strávených ve vyšších ligách. Po 3 letech hraní ve 4. lize se slavil postup do 3. ligy. Zpět ve 4. lize se objevil od sezony 1981/82 a hrálo zde 7 let.
V létě 1995 byla napsána jedna z nejtemnějších stránek klubu. Klub se ocitl ve finanční krizi a ohlásila bankrot. Byl založen nový klub Unione Sportiva Siracusa Marcozzi a začalo hrát regionální soutěž (Promozione). V sezoně 2001/02 díky administrativě postoupilo do 5. ligy a v sezoně 2008/09 již slavilo postup do 4. ligy a o rok později do 3. ligy.
V roce 2012 byl klub vyloučen a poté, kromě mládeže rozpustil. Ale díky fanouškům, kteří měli svůj amatérský klub Siracusa Calcio se přejmenovalo na   ASD Città di Siracusa a přihlásilo se do nejnižší ligy (3. kategorie). Dne 25. června 2013, se místní podnikatel Gaetano Cutrufo (v té době prezident AC Palazzolo) převzal klub a rozhodl se převést sportovní titul z Palazzola do Siracusy. 
Od sezony 2016/17 již hrály pod názvem Siracusa Calcio ve 3. lize, ve které vydržely hrát 3 sezony. V létě 2019 se klub, kterému předsedal podnikatel Giovanni Alì, se vzdává registrace ve 3. lize. Poté město zveřejňuje výběrové řízení na zřízení nového sportovního subjektu, který bude hrát ve 4. lize, ale není možné předložit dokumenty požadované FIGC pro přijetí do ligy. Sezona se nakonec odehrála v Promozione, kterou klub vyhrál. Další postup se slavilo v sezoně 2022/23 když se po vítězném play off postoupilo do Serie D.

## Účast v ligách
| Úroveň soutěže | Název soutěže (nynější název) | První hraná sezona | Poslední hraná sezona | celkem odehraných sezon |
| -------------- | ----------------------------- | ------------------ | --------------------- | ----------------------- |
| 2              | Serie B                       | 1946/47            | 1952/53               | 7                       |
| 3              | Serie C                       | 1926/27            | 2018/19               | 50                      |
| 4              | Serie D                       | 1968/69            | 2024/25               | 16                      |
| 5              | Eccellenza                    | 1998/99            | 2008/09               | 8                       |

## Trenéři

### Známí trenéři v klubu
- Giuseppe Viani (1940–1941)
- Engelbert König (1946–1947)
- Mario Perazzolo (1950–1951, 1957–1959, 1972)
- Čestmír Vycpálek (1960–1961)
- Sandro Puppo (1962–1963)
- Leonardo Costagliola (1963–1965, 1967–1968)
- Lido Vieri (1981–1982)
- Andrea Sottil (2011–2012, 2015–2017)